# Strage degli innocenti (Reni)
La Strage degli Innocenti è un dipinto di Guido Reni risalente al 1611, custodito alla Pinacoteca Nazionale di Bologna. 

## Storia
Originariamente era destinato alla Cappella Berò nella chiesa di San Domenico. Il 15 febbraio 1734 la famiglia Berò lo vendette alla famiglia Ghisilieri, che lo tenne nella cappella fino al 1796, quando, oggetto delle spoliazioni napoleoniche, venne requisito dalle truppe francesi e trasferito al Louvre. Fu restituito nel 1815 e dal 1817 si trova nella Pinacoteca Nazionale di Bologna.

## Descrizione
Il dipinto si basa sull'episodio della strage degli innocenti, narrato nel Vangelo di Matteo; la costruzione concitata mostra più eventi racchiusi in uno spazio limitato, accrescendo quindi uno stato di confusione e agitazione.
Due soldati uccisori, uno ritratto di spalle mentre si getta su una donna urlante e uno chinato verso le madri con i loro figli, tengono stretti nella destra dei pugnali con i quali sono in procinto di massacrare i corpi dei fanciulli. Le madri reagiscono in maniera differente alla minaccia: la prima donna in alto a sinistra ha il volto sfigurato in urlo a causa della violenza subita dal soldato che le strappa i capelli e tenta la fuga, un'altra scappa verso destra abbracciando il figlio e una nell'angolo in basso a sinistra lo sostiene sulle spalle; una madre tenta di ostacolare il soldato opponendogli la mano sinistra, mentre la donna in ginocchio prega sui corpi dei bambini uccisi con la faccia rivolta verso il cielo. Gli angeli in alto a sinistra, che poggiano su delle nuvole, mostrano le palme del martirio.

## Stile e tecnica[1]
L'artista ha voluto caratterizzare esclusivamente i volti delle madri e dei bambini, in maniera tale da sottolineare il sentimento doloroso e da escludere gli assassini dal contesto emotivo della scena. Inoltre, Reni serba per i carnefici l'ombra sui volti e la luce sulle braccia e sulle mani, nel tentativo di sottolineare la brutalità della scena e la freddezza degli esecutori. Il punto di fuga, situato in prossimità della mano del carnefice di sinistra vuole ricondurre alla violenza il motore dell'episodio sanguinario.
Il dipinto presenta, nonostante le dimensioni della tela (268x170cm), una chiara geometria compositiva: oltre alla particolare posizione del punto di fuga, due triangoli opposti possono descrivere la collocazione e le inclinazioni delle varie figure. 
La statuaria conformazione dei corpi e l'utilizzo della tecnica del drappeggio per gli abiti e i mantelli dei personaggi, assieme alla rappresentazione di volti distrutti dal dolore ma perfettamente composti e anatomicamente impeccabili, rende difficile all'osservatore cogliere la reale drammaticità della scena.